# Friedrich Ebert
Friedrich Ebert (ur. 4 lutego 1871 w Heidelbergu, zm. 28 lutego 1925 w Berlinie) – niemiecki polityk, socjaldemokrata, ostatni kanclerz (9 listopada – 11 listopada 1918) Cesarstwa Niemieckiego i pierwszy prezydent Niemiec (Republiki Weimarskiej) od 1919 do 1925 r., lider Socjaldemokratycznej Partii Niemiec w latach 1913–1919.

## Wczesne życie
Urodził się w Heidelbergu w rodzinie krawca, z zawodu był siodlarzem. Jako młodzieniec pracował w różnych miejscach i ostatecznie osiadł w Bremie. W 1889 r. wstąpił do SPD i piastował tam stanowisko lokalnego sekretarza robotniczego, redaktora partyjnej gazety. Po ślubie z Luisą Rump dzierżawił gospodę w Bremie, która stała się ważnym ośrodkiem lewicowej działalności politycznej. Od 1900 r. był członkiem rady miejskiej w Bremie. W tym okresie podzielał założenia programu efurckiego i zaliczał się do centrowego skrzydła partii . Nominacja na sekretarza prezydium SPD w 1905 r. wymusiła na nim przenosiny do Berlina i całkowite zaangażowanie się w życie partii. Jako sekretarz prezydium zajmował się reorganizacją administracji partii, wychodził z założenia, że celem partii jest walka o jak największą ilość miejsc w parlamencie, nie organizacja ulicznych protestów. Przenosiny okazały się być otwarciem nowej drogi życiowej dla Eberta, który w 1912 r. został posłem do Reichstagu (wybrany z okręgu Eberfeld-Barmen), rok później zaś został wybrany na przewodniczącego SPD, wraz z Hugonem Haase. 

## I wojna światowa
W trakcie Wielkiej Wojny Ebert musiał się uporać z szeregiem kryzysów wewnątrz partii. SPD na początku jednomyślnie popierała politykę rządu Theobalda von Bethmann-Hollwega. Stopniowo narastało jednak niezadowolenie wśród posłów i pozostałych działaczy socjaldemokracji. Na przełomie 1915 i 1916 r. doszło do wyłonienia się mniejszości w partii skupionej wokół Hugona Haasego, która opowiadała się przeciw kontynuacji wojny i poparciu rządu oraz monarchii. Rozłam na MSPD i USPD (niezależną socjaldemokrację) nie spowodował końca kariery Eberta, który wraz z kolejnymi porażkami na froncie zachodnim starał się zapobiec wybuchowi rewolucji socjalistycznej.

## Rewolucja 1918–1919
9 listopada 1918 kanclerz Maximilian von Baden przekazał mu swoje stanowisko jako przewodniczącemu najsilniejszej partii w parlamencie. Tego samego dnia, w trakcie trwającej od 3 listopada rewolucji, cesarz Wilhelm II zdecydował się abdykować i uciec do Holandii przed możliwym aresztowaniem przez zbuntowanych żołnierzy. Największy wstrząs miał nadejść niecałe kilka godzin później, około południa, gdy Philipp Scheidemann ogłosił z okna Reichstagu powstanie republiki. Akcja Scheidemanna spotkała się z wybuchem wściekłości Eberta, który był niezadowolony z jednostronnego ogłoszenia republiki przez współprzewodniczącego SPD. Ebert wolał, aby o przyszłości Niemiec zadecydowało Zgromadzenie Narodowe, wybrane w demokratycznych wyborach, nie zaś akcja jednej osoby.
Objęcie władzy przez Eberta przyczyniło się na krótką metę do pokojowego przebiegu rewolucji oraz zapewniło władzę siłom umiarkowanym. Sam Ebert był niechętny rewolucji, o czym mogą świadczyć słowa wypowiedziane do kanclerza Maksymiliana Badeńskiego „Jeśli cesarz Wilhelm II nie abdykuje to rewolucja będzie nieunikniona. Ale ja nie chcę jej, nienawidzę rewolucji jak grzechu”.
Pierwszą zapowiedzią łagodnego kursu był pakt Eberta z kwatermistrzem generalnym, generałem Wilhelmem Groenerem, zawarty także 9 listopada. Groener w imieniu wojska niemieckiego zobowiązał się do poparcia socjaldemokratycznych władz Niemiec w zamian za niedopuszczenie do chaosu w siłach zbrojnych. Obydwie strony miały duży interes w zapobiegnięciu rewolucji komunistycznej w kraju, tak jak to się stało w Rosji rok wcześniej.
Bardzo szybko SPD i USPD doszły do porozumienia i stworzyły Radę Pełnomocników Ludowych, składającą się z trzech przedstawicieli większościowej socjaldemokracji i trzech niezależnych socjaldemokratów. Ebert i Haase zostali kierownikami tej rady, aczkolwiek Ebert szybko stał się faktycznym liderem. Ebert jako przywódca Niemiec stanął przed szeregiem problemów wymagających natychmiastowego rozwiązania, takich jak problem ustroju młodej republiki, kwestia władzy rad robotniczych i żołnierskich, zakończenie wojny z Ententą, kryzys gospodarczy. Jako osoba mająca największą władzę, i zaufanie najpotężniejszej partii Niemiec powojennych oraz wojska, forsował demokratyczny ustrój państwa, bez wpływów rad. Widoczne było porzucenie przedwojennego programu erfurckiego na rzecz pragmatyzmu politycznego.

## Prezydentura
Jego umiarkowana polityka została wynagrodzona przez posłów do Zgromadzenia Narodowego, którzy 11 lutego 1919 r. wybrali go 277 głosami z 379 na prezydenta Niemiec. Odniósł on miażdżące zwycięstwo wobec kontrkandydata z DVP, który uzyskał zaledwie 49 głosów. W trakcie swojej siedmioletniej kadencji był jednym z najważniejszych polityków niemieckich działających na rzecz umocnienia demokracji i stabilizacji politycznej. Kręgi radykalnej i komunistycznej lewicy zarzucały mu zdradę klasy robotniczej i sprzeniewierzenie się ideałom socjalizmu, ze względu na jego aktywność wymierzoną przeciw atakom na republikę z lewa, jak i z prawa. Monarchiści i skrajna prawica także atakowali go, oskarżając go o zdradę narodu.
Jako prezydent zdystansował się od swojej partii, nie wahając się mianować centroprawicowych polityków na kanclerzy, takich jak Wilhelm Cuno lub Hans Luther. Wykorzystywał także często swoje szerokie prawa w ramach art. 48 konstytucji weimarskiej.
Był w imieniu Niemiec sygnatariuszem traktatu wersalskiego, co nie przysporzyło mu sympatii w społeczeństwie. Reprezentował rewizjonistyczne poglądy w sprawie polskiego Śląska, Pomorza i Poznańskiego, aczkolwiek wszystkie partie w tamtym czasie nie akceptowały oddania Polakom tych ziem. Wydana przez Eberta proklamacja o neutralności Niemiec w czasie wojny polsko-bolszewickiej 1919–1921 wprowadzała zakaz tranzytu przez Niemcy materiałów wojskowych z Francji z pomocą dla walczących Polaków.
Kadencja Eberta została wydłużona w październiku 1922 r. do czerwca 1925 r. w celu uniknięcia prowadzenia kampanii prezydenckiej podczas poważnego kryzysu politycznego. Urząd prezydenta pełnił on do śmierci w lutym 1925 r., która nastąpiła z powodu odkładanej operacji jelita ślepego. Powodem opóźnienia wykonania operacji była konieczność uczestniczenia Eberta w tzw. procesie magdeburskim z grudnia 1924 r. Wyrok w tym procesie przyczynił się zdaniem ówczesnych obserwatorów sceny politycznej oraz historyków do znaczącego osłabienia stanu zdrowia prezydenta. Proces magdeburski dotyczył oskarżenia Eberta przez dziennikarza prasy nacjonalistycznej o poparcie strajków w styczniu 1918 r. i idącą za tym zdradę kraju. Sędzia wydający wyrok uznał Eberta formalnie winnym zdrady kraju, z powodu uczestnictwa w strajku w styczniu 1918 r.

## Inne

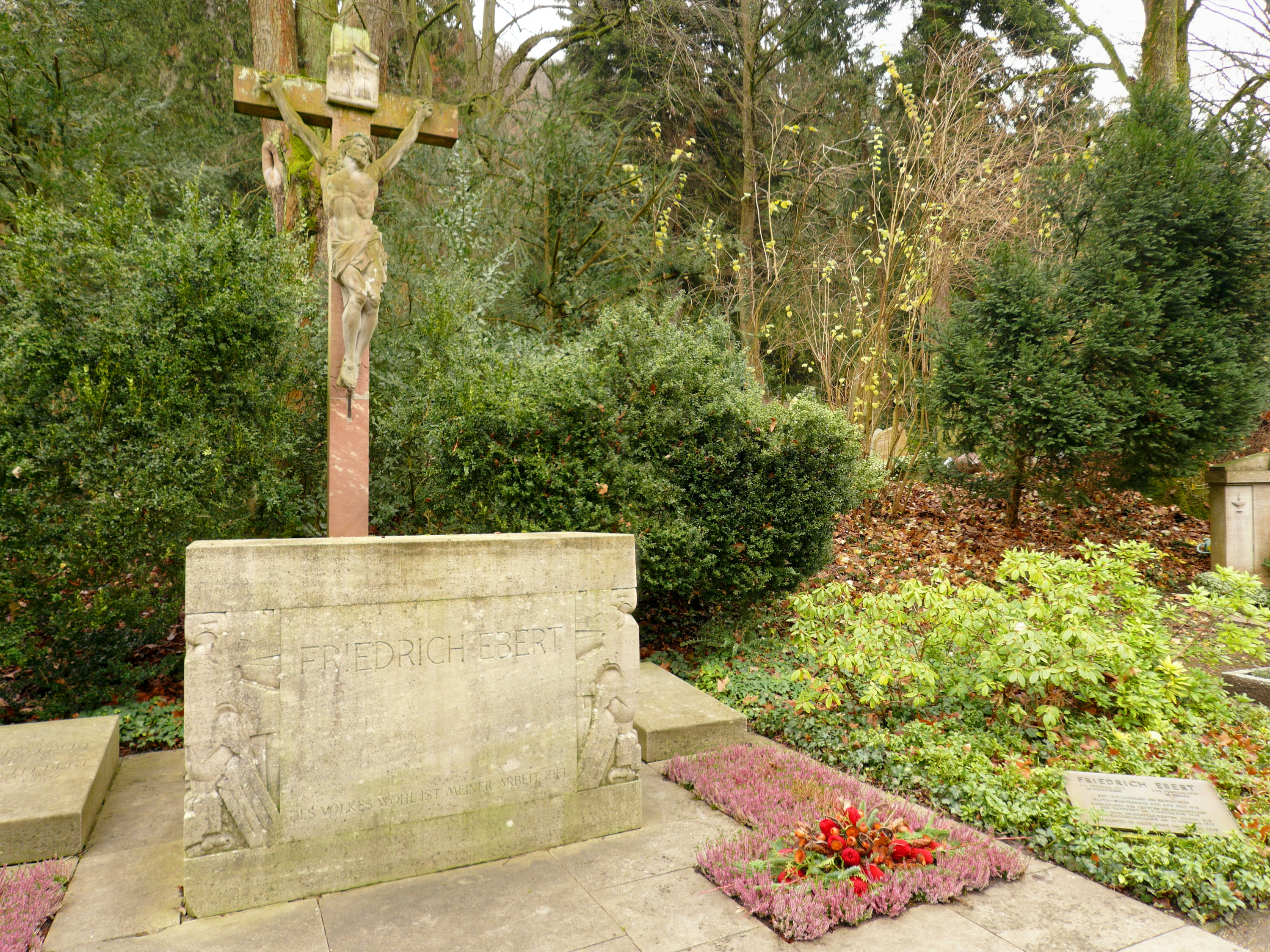
Grób Friedricha Eberta na cmentarzu w Heidelbergu

Został pochowany na cmentarzu w Heidelbergu. Jego syn – Friedrich Fritz był nadburmistrzem Berlina Wschodniego i przewodniczącym Rady Państwa NRD.
Na cześć Eberta stworzono w 1925 r. fundację afiliowaną przy SPD (Friedrich Ebert Stiftung) działającą na rzecz edukacji politycznej i wzmacniania międzynarodowej współpracy oraz wspierającą stypendiami młodych, zaangażowanych społecznie ludzi z Niemiec, Europy i reszty świata. Fundacja ta ma dwie siedziby w Niemczech, zlokalizowane w Berlinie oraz w Bonn, w ramach których działają m.in. biblioteki i archiwa ruchów socjalistycznych i socjaldemokratycznych.